# 検察者
『検察者』（けんさつしゃ）は、小杉健治による日本の小説。
『小説すばる』（集英社）にて1992年4月号から8月号まで連載されていた。

## 概要
日本の小説の題材として検察審査会が取り上げられたのは、本作が初めてである。
検察審査会が世間一般に注目されるようになったのは、1990年の御巣鷹山（高天原山）日航ジャンボ機墜落事故の一件と言われており、作者自身もその事件での検察審査会の活動に興味を覚え、本作に取りかかるきっかけを得たと言う。
これまでに小説の題材として扱われなかったのは、「検察審査会での議決に法的拘束力がなく、小説の題材としては盛り上がりに欠けるからかもしれない（要約）」と、『IN★POCKET』（講談社）1993年3月号の対談で述べている。尚、2009年5月21日に施行された法律によって、検察審査員が2度起訴相当と議決をした場合には法的拘束力が発生することになった（検察審査会#強制起訴を参照）。
本作以降は、佐野洋の「検察審査会の午後」（「事件・市民の判決」としてテレビドラマ化）などが書かれている。

## あらすじ
会社員の男性が管理者研修での鍛錬登山で負った怪我が原因で死亡してしまう。厳しい教官たちからしごきを受けたことに起因すると考えた警察は、この事件を集団暴行事件として捜査を開始する。しかし、担当した検察官は暴行を加えた関係者を不起訴と判断する。しかしその後、不起訴処分を見直すべきとして、しごき事件は検察審査会での審議の対象となる。
同じ頃、都内で自殺を偽装した殺人事件が発生する。警察は、一人の男を容疑者と断定し、事情を聴く。そして、遂に自白を引き出したが、検察官の桐生は、どことなく納得がいかない点があった。
関連性がなかったはずの2つの事件が、思わぬところで繋がりを見せる。

## 登場人物

### 司法関係者
桐生 賢太郎（きりゅう けんたろう）
東京地検刑事部の検事。33歳。背が高く、二枚目。父親は大学教授、母親は財界の大物の娘、叔父は最高裁判所判事。確実に有罪であると判断できない限り、起訴はしない主義。優しい性格で、女性の頼みや誘いを断れない。
正岡（まさおか）
東京地検のベテラン検事。桐生とは、福井地検時代に一緒になったことがある。49歳。上から、公判部副部長への出世と引き換えにしごき事件被疑者の不起訴を打診され、出世を選んでしまう。
笠置（かさぎ）
桐生を担当する検察事務官。53歳。離婚歴あり。
坂下（さかした）
東京地検検事正。
兵藤 直介（ひょうどう なおすけ）
東京地検公判部検事。辣腕検事として弁護士側から恐れられている。しごき事件を担当する。
横道（よこみち）
坂下の後任の検事正。横浜地検から異動してくる。清廉潔白が売り。
水木 邦夫（みずき くにお）
弁護士。桐生が自身の生涯のライバルだろうと考えている人物（法廷での直接対決はまだない）。自殺偽装事件で、西田保の弁護人となる。

### 検察審査会
メンバーは11人、任期は6か月、半数が3か月ごとに改選される。
有藤 和樹（ありとう かずき）
サラリーマン。結婚して20年になる妻・彰子と娘の美貴と3人暮らし。大きな仕事を任せられそうになったところで検察審査員の補充員に選ばれ、仕事から外され、ショックと憤りを感じる。
湯川 珠美（ゆかわ たまみ）
20代後半。小岩にある学習塾の教師。元小学校教師。同僚と不倫の末妊娠するが、そのことを責められ退職、流産してしまう。青野と名乗る男に、しごき事件を検察審査会で職権審査で取り上げてほしいと頼まれる。
岩田 松一（いわた まついち）
自称・画家。補充員。審議中も似顔絵ばかり描いている。
田代 順次（たしろ じゅんじ）
ルポライター。補充員。しごき事件を職権審査として取り上げることを持ちかけ、他の審査会メンバーから起訴相当の判断を引き出そうと執着する。
河合 秀代（かわい ひでよ）
主婦。補充員。
加茂 咲子（かも さきこ）
OL。補充員。
大宮 勝一郎（おおやみ しょういちろう）
化粧品店主。最年長という理由で議長を任される。
白川 秀昭（しらかわ ひであき）
学生。
沢田 五郎（さわだ ごろう）
営業マン。
柳川 昌美（やながわ まさみ）
公務員。
米山 春子（よねやま はるこ）
店員。

### 警察関係者
河原崎（かわらざき）
警視庁捜査一課警部。鬼刑事としてその辣腕ぶりが有名。検事の間では「鬼ガワラ」の通称で呼ばれる。警察官になった後、司法試験を受け合格、一緒に事件を担当した検事を採点する癖がある。

### 社員研修しごき死亡事件
敷島 宗一（しきしま そういち）
山陽工業社員。長年勤めた大手の電機メーカーを辞め、田所に引っ張られる形で山陽工業へ入社した。幹部候補として研修へ行き、大怪我し、回復の見込みがあったが容態が急変し死亡する。プライドの高い性格。
敷島 充子（しきしま みつこ）
宗一の妻。宗一の親友・岸田と不倫をしている。
田所（たどころ）
宗一の上司。50代半ば。
岸田 亨（きしだ とおる）
充子の不倫相手。宗一の学生時代からの友人。独身。
津加田 幸平（つかだ こうへい）
管理者研修を請け負う鷲尾塾の教官。35歳。敷島宗一をしごいたとされるが、不起訴となる。
飯田 一男（いいだ かずお）
鷲尾塾の教官。
合田 浩（ごうだ ひろし）
敷島宗一と一緒に研修を受けていた塾生。事件後、週刊誌に手記を発表する。
稲葉 三郎（いなば さぶろう）
敷島宗一と一緒に研修を受けていた塾生。
秋本 信秀（あきもと のぶひで）
宗一が担ぎ込まれ入院していた秋本医院の院長。
鷲尾 毅（わしお つよし）
鷲尾経営研究所（通称・鷲尾塾）の塾長。経営コンサルタントとして有名。
村木（むらき）
鷲尾塾のオーナー。建設大臣である堀田代議士の後援会幹部を務めており、鷲尾塾は企業献金の集金機関であるという噂がある。

### 自殺偽装殺害事件
渡部 仁史（わたべ ひとし）
31歳。大東製作所の会社員。マンション3階のベランダから首吊りを偽装して殺害される。
西田 保（にしだ たもつ）
蒲田でボルトやナットを作る西田製作所を経営する。51歳。42歳の妻・貞代と2人の子どもがいる。近所では人柄の良い働き者の夫婦として評判が良い。
磯野 貞治（いその ていじ）
銀座のクラブのバーテンダー。渡部の真下の部屋の住人。
松下 守（まつした まもる）
大東製作所第一製造課社員。事件の目撃者。
井口 一男（いぐち かずお）
大東製作所第三製造課社員。事件の目撃者。
吉池 まみ子（よしいけ まみこ）
渡部の愛人。かつて渡部と同じ会社で働いていたが、渡部にしつこく言い寄られ、入社1年で辞職し、水商売に転じた。その後、渡部と再会し店の開店資金を出してもらった。

### その他
青野（あおの）
湯川珠美に近づく自称・弁護士。しごき事件の不起訴処分に関して、職権審査で取り上げて欲しいと珠美に頼む。田代にも接触した模様。
城田 牧子（しろた まきこ）
銀座の画廊のオーナー。客とのトラブルを桐生に相談する。
安西 亜利奈（あんざい ありな）
社長秘書。桐生に相談に乗ってもらう。
多々野 明（たたの あきら）
珠美の元同僚。妻子がありながら珠美を口説き関係を持つが、妊娠が発覚すると切り捨てた。
相原 静（あいはら しずか）
外交官の娘で、幼い頃から外国で育った。気品のある女性。桐生に相談をする。